# 东兰镇
东兰镇，是中华人民共和国广西壮族自治区河池市东兰县下辖的一个镇，也是其政府所在地。

## 行政区划
东兰镇下辖以下地区：
城东社区、城西社区、新烟村、巴拉村、伦界村、达文村、委荣村、同拉村、那亨村、水洞村、田洞村、百豪村、板逢村、乐里村、弄华村、仁义村、五联村、江洞村和拉岜村。